# Kup Županijskog nogometnog saveza Osječko-baranjske županije
Kup Županijskog nogometnog saveza Osječko-baranjske županije je nogometno kup-natjecanje za klubove s područja Osječko-baranjske županije kojeg organizira Županijski nogometni savez Osječko-baranjske županije. Županijskom kupu također prethode kupovi nogometnih središta – Beli Manastir, Donji Miholjac, Đakovo, Našice, Osijek i Valpovo, čiji pobjednici nastavljaju natjecanje u Županijskom kupu. Pobjednik i finalist natjecanja stječu pravo nastupa u Hrvatskom nogometnom kupu. U natjecanju ne sudjeluju klubovi koji imaju izravan plasman u Hrvatski nogometni kup po ostvarenom koeficijentu.

## Dosadašnje završnice
| sezona    | pobjednik                | rezultat završnice | poraženi                     | napomene                                                                            |
| --------- | ------------------------ | ------------------ | ---------------------------- | ----------------------------------------------------------------------------------- |
| 1994./95. |                          |                    |                              |                                                                                     |
| 1995./96. |                          |                    |                              |                                                                                     |
| 1996./97. |                          |                    |                              |                                                                                     |
| 1997./98. |                          |                    |                              | Croatia Đakovo i Valpovka Satnica Valpovo su se plasirali u pretkolo Hrvatskog kupa |
| 1998./99. |                          |                    |                              | Olimpija Osijek i Valpovka Valpovo su se plasirali u pretkolo Hrvatskog kupa        |
| 1999./00. |                          |                    |                              | Metalac Osijek i Valpovka Valpovo su se plasirali u pretkolo Hrvatskog kupa         |
| 2000./01. | Valpovka Valpovo         | 2:1                | Grafičar Vodovod Osijek      | igrano u Osijeku na Gradskom vrtu                                                   |
| 2001./02. | Grafičar Vodovod Osijek  | 2:1                | Metalac Osijek               | igrano u Osijeku na Gradskom vrtu                                                   |
| 2002./03. | Metalac Osijek           | 2:2 (4:3 11 m)     | Valpovka Valpovo             | igrano u Osijeku na Gradskom vrtu                                                   |
| 2003./04. | Darda                    | 3:3 (4:2 11 m)     | Metalac Osijek               | igrano u Osijeku na Gradskom vrtu                                                   |
| 2004./05. |                          |                    |                              | Belišće i Višnjevac su se plasirali u pretkolo Hrvatskog kupa                       |
| 2005./06. |                          |                    |                              | Đakovo i Metalac Osijek su se plasirali u pretkolo Hrvatskog kupa                   |
| 2006./07. |                          |                    |                              | Đakovo i Olimpija Osijek su se plasirali u pretkolo Hrvatskog kupa                  |
| 2007./08. |                          |                    |                              | Croatia Đakovo i Grafičar Vodovod Osijek su se plasirali u pretkolo Hrvatskog kupa  |
| 2008./09. |                          |                    |                              | Grafičar Vodovod Osijek i Olimpija Osijek su se plasirali u pretkolo Hrvatskog kupa |
| 2009./10. | BSK Bijelo Brdo          | 2:1                | Olimpija Osijek              |                                                                                     |
| 2010./11. | BSK Bijelo Brdo          |                    | Belišće                      |                                                                                     |
| 2011./12. | Višnjevac                |                    | Belišće                      |                                                                                     |
| 2012./13. | Torpedo Kuševac          | 1:1 (..11 m)       | Radnički Mece                | igrano u Osijeku na Gradskom vrtu                                                   |
| 2013./14. | BSK Bijelo Brdo          | 1:0                | Zrinski Jurjevac Punitovački | igrano u Osijeku na Gradskom vrtu                                                   |
| 2014./15. | BSK Bijelo Brdo          | 2:0                | Đakovo-Croatia               | igrano u Osijeku na Gradskom vrtu                                                   |
| 2015./16. | Đakovo-Croatia           | 0:0 (4:3 11 m)     | BSK Bijelo Brdo              | igrano u Osijeku na Gradskom vrtu                                                   |
| 2016./17. | Đakovo-Croatia           | 1:0                | FEŠK Feričanci               | igrano u Kneževim Vinogradima                                                       |
| 2017./18. | BSK Bijelo Brdo          | 2:1                | Višnjevac                    | igrano na Igralištu "Kraj Drave" u Osijeku                                          |
| 2018./19. | Belišće                  | 1:1 (5:3 11 m)     | BSK Bijelo Brdo              | igrano u Đakovu                                                                     |
| 2019./20. | Belišće                  | 1:1 (4:3 11 m)     | BSK Bijelo Brdo              | igrano u Đakovu                                                                     |
| 2020./21. | BSK Bijelo Brdo          | 1:1 (5:3 11 m)     | Belišće                      | igrano u Osijeku na Igralištu "Kraj Drave"                                          |
| 2021./22. |                          |                    |                              | Belišće i BSK Bijelo Brdo nisu igrali finale zbog pandemije COVID-19                |
| 2022./23. | Vardarac                 | 3:2                | Belišće                      | igrano u Kuševcu                                                                    |
| 2023./24. | Zrinski Osječko 1664     | 1:1 (5:3 11 m)     | Đakovo-Croatia               | igrano u Đakovu                                                                     |
| 2024./25. | Jedinstvo Donji Miholjac | 3:3 (5:3 11 m)     | Radnički Dalj                | igrano u Kuševcu                                                                    |

## Poveznice
- Županijski nogometni savez Osječko-baranjske županije
- Nogometno središte Našice
- Nogometno središte Osijek  Arhivirana inačica izvorne stranice od 22. veljače 2017. (Wayback Machine)
- Osječki nogometni podsavez
- Nogometno središte Donji Miholjac
- Nogometno središte Đakovo
- Nogometno središte Našice
- Nogometno središte Valpovo
- Hrvatski nogometni kup
- 1. ŽNL Osječko-baranjska
- 2. ŽNL Osječko-baranjska
- 3. ŽNL Osječko-baranjska